# V motelu v Motole
»V motelu v Motole« je pesem in osmi singel češke skupine Banjo Band. Izšla je leta 1977 pri založbi Panton.
| A stran | A stran                                       | A stran |
| Št.     | Naslov                                        | Dolžina |
| ------- | --------------------------------------------- | ------- |
| 1.      | „V motelu v Motole‟ (Ivan Mládek/Ivan Mládek) | 2:02    |

| B stran | B stran                                           | B stran |
| Št.     | Naslov                                            | Dolžina |
| ------- | ------------------------------------------------- | ------- |
| 1.      | „Džínový velorex‟ (Ivan Mládek/Jerzy Ziembrowski) | 2:28    |

## Zasedba
- Ivan Mládek – vokal, banjo, kazoo
- Ivo Pešák – vokal
- Tomáš Procházka – bobni
- Petr Kaňkovský – kitara
- Jan Bošina – tolkala
- Václav Dědina – bas kitara
- Zdeněk Kalhous – klavir